# Zoolander, a trendkívüli
A Zoolander, a trendkívüli (eredeti cím: Zoolander) 2001-es amerikai filmvígjáték, melyet Ben Stiller rendezett, és melynek ő, Owen Wilson, és Will Ferrell a főszereplői. A film alapötlete a VH1 Fashion Awards díjátadók előtt 1996-ban és 1997-ben levetített rövidfilmekből származik. Ezeknek a főszereplője az ostoba, narcisztikus férfimodell, Derek Zoolander, aki a filmben néhány divatipari fejes mesterkedéseinek köszönhetően agymosáson esik át, hogy végezhessen a maláj miniszterelnökkel. A film a divatvilág szatírája, és pozitív visszajelzéseket kapott. 2016-ban a film folytatása, a Zoolander 2 a mozikba került, és a "Zoolander: Super Model" című animációs sorozatot is ekkor mutatták be a Netflixen.

## Cselekménye
|  | Alább a cselekmény részletei következnek! |

Derek Zoolander egy igazi szupersztár férfimodell, akit mindenki szeret, bár narcisztikus és elég ostoba is. Negyedszerre készül begyűjteni a VH1 Fashion Awards díjátadóján a legjobb férfimodellnek járó díjat, ám azt riválisa, a feltörekvő Hansel kapja meg helyette. Renoméját ez, és egy újságíró, Matilda Jeffries lejárató cikke is alaposan megtépázza. Miután három lakótársa, akik szintén topmodellek, meghalnak, mert játékosan benzint fröcskölnek magukra a benzinkútnál, majd véletlenül begyújtják azt, Zoolander úgy dönt, visszavonul a modellkedéstől. Elhatározza, hogy elmegy megkeresni önmagát, és visszamegy vidékre, ahol próbálja normalizálni kapcsolatát apjával és testvéreivel, akik bányászként dolgoznak. Mivel továbbra is képtelen beilleszkedni, és az apja a modellszakmát alantasnak tartja, kitagadja őt.
Eközben Jacobim Mugatu divatmogul, és Zoolander ügynöke, Maury Ballstein a végrehajtóivá válnak egy összeesküvésnek, amelyet a divatipar készül végrehajtani. Meg akarják öletni a maláj miniszterelnököt, mivel az fel akarja számolni a gyerekmunkát az országában, és ez a ruhagyártás visszaesését jelentené. Arra gondolnak, hogy egy kellően ostoba modell segítségével végeztetik el a piszkos munkát, mégpedig agymosással. A feladatra Zoolandert szemelik ki. Mugatu, hogy visszacsábítsa önként vállalt száműzetéséből, felhívja őt, és megkéri, hogy dolgozzon vele az új "Hanyag" kampányán. Tudja, hogy a modell bele fog ebbe menni, mert ő volt az egyetlen divatmogul, aki sosem foglalkoztatta őt.
Mugatu a wellnessközpontnak álcázott főhadiszállására viteti Zoolandert, ahol kimossák az agyát, és betáplálják, hogy amint megszólal a divatbemutatón a Frankie Goes to Hollywood "Relax" című száma, ő azonnal végrehajtja a gyilkosságot. Eközben Matilda, aki bűntudatot érez Zoolander visszavonulása miatt, elkezd gyanakodni Mugatu ajánlata miatt. Nem sokkal később kap egy telefonhívást egy ismeretlen személytől, melynek hatására megpróbál bejutni a wellnessközpontba, de kidobják, és Zoolander sem hajlandó figyelni rá.
Egy nappal a nagy bemutató előtt Matilda követi Zoolandert a bemutató előtti bulira, ahová nem tud bejutni. Odabent találkozik Hansellel, aki egy párbajra hívja ki őt egy közeli helyen. A párbajt David Bowie vezényli le, és Zoolander veszít, miután nem tudja megcsinálni Hansel trükkjét: képtelen levenni az alsónadrágját nadrágon keresztül fél kézzel. Közben Matilda újabb hívást kap az ismeretlen telefonálótól, aki a közeli temetőbe hívja mindkettejüket. Itt kiderül, hogy a hívó nem más, mint a régi híres kézmodell, J.P. Prewett, aki elmondja nekik, hogy a divatipar már számtalan embert megöletett agymosás útján, aki az útjukban állt, és azokkal a modellekkel is sorra végeznek, akik részt vettek a bűncselekmények elkövetésében. Mugatu embere, Katinka, és az emberei rájuk támadnak, így kénytelenek elmenekülni.
Miután a legutolsó hely, ahol keresnék, az Hansel háza lenne, így Matilda úgy dönt, ide menekíti Zoolandert. Kiderül, hogy a két rivális igazából banális dolgok miatt utálta eddig egymást, így kibékülnek. Csatlakozik hozzájuk Matilda is, aki bevallja, hogy azért utálta annyira a modelleket, mert gyerekként nagyon kövér volt, ezért piszkálták, és bulimiás lett. Ők hárman egy kellemes estét töltenek el különféle narkotikumok hatása alatt, csoportos szexben is részt vesznek, és Zoolander úgy érzi, szerelmes lett Matildába. Mivel eljött a divatbemutató estéje, Zoolander és Hansel betörnek Maury irodájába, hogy a számítógépéről szerezzenek bizonyítékokat a gaztettekről. Mivel azonban nem tudják, hogyan kell használni a számítógépet, így kudarcot vallanak. Zoolander úgy dönt, részt vesz a divatbemutatón, és továbbáll. Matilda nem tudja megállítani őt, mert Katinka közbelép. A kifutón Mugatu lemezlovasa felrakja a "Relax"-et, minek hatására aktiválódik az agymosó program. Zoolander már majdnem végez a maláj miniszterelnökkel, amikor Hansel közbelép, és felrakja Herbie Hancocktól a "Rockit"-et, legyőzi a lemezlovast, és megmenti a helyzetet.
Mugatu megpróbálja eltussolni a történteket, de Maury előlép, és közli, hogy elege van a színjátékból, és minden bizonyítékot bemutat a hatóságoknak. Mugatu megpróbálja önmaga megölni a maláj miniszterelnököt, de Zoolander megállítja a felé repülő dobócsillagot, pusztán az új arckifejezésével, a "Magnummal", amin évekig dolgozott, de még senki sem látta. Apja az eseményeket élőben követi a tévében, és büszke lesz fiára. Mugatut letartóztatják, Zoolander pedig elnyeri a maláj miniszterelnök tiszteletét.
Zoolander, Hansel és Maury elhagyják a divatipart, hogy elindíthassák Derek Zoolander Központját Gyerekeknek, Akik Nem Tudnak Olvasni Jól És Más Dolgokat Is Meg Akarnak Tanulni. Közben megszületik az ifj. Derek Zoolander is, aki máris kidolgozta az első arcát.
|  | Itt a vége a cselekmény részletezésének! |

## Szereplők
| Szerep               | Színész             | Magyar hang            |
| -------------------- | ------------------- | ---------------------- |
| Derek Zoolander      | Ben Stiller         | Széles Tamás           |
| Hansel               | Owen Wilson         | Rékasi Károly          |
| Matilda Jeffries     | Christine Taylor    | Mezei Kitty            |
| Mugatu               | Will Ferrell        | Harmath Imre           |
| Katinka              | Milla Jovovich      | Kiss Virág             |
| Maury Ballstein      | Jerry Stiller       | Sinkovits-Vitay András |
| J.P. Prewitt         | David Duchovny      | Jakab Csaba            |
| Larry Zoolander      | Jon Voight          | Juhász György          |
| Brint                | Alexandre Manning   | Szatmári Attila        |
| Rufus                | Asio Highsmith      | Bodrogi Attila         |
| Meekus               | Alexander Skarsgård | Karácsonyi Zoltán      |
| Luke Zoolander       | Vince Vaughn        | nem szólal meg         |
| Maláj miniszterelnök | Woodrow W. Asai     | Vizy György            |

### Önmagukat alakító hírességek
- Donald Trump és Melanie Trump
- Victoria Beckham
- Emma Bunton
- Christian Slater
- Tom Ford
- Cuba Gooding Jr.
- Steve Kmetko
- Tommy Hilfiger
- Natalie Portman
- Anne Meara
- Fabio Lanzoni
- Lenny Kravitz
- Maggie Rizer
- Gwen Stefani
- Gavin Rossdale
- Heidi Klum
- Mark Ronson
- Paris Hilton
- David Bowie
- Fred Durst
- Lance Bass
- Lil' Kim
- Shavo Odadjian
- Garry Shandling
- Stephen Dorff
- Sandra Bernhard
- Claudia Schiffer
- Veronica Webb
- Lukas Haas
- Carmen Kass
- Frankie Rayder
- Karl Lagerfeld
- Winona Ryder
- Billy Zane
- Irina Pantaeva
- Donatella Versace

## Érdekességek

### A "Hanyag"
A "Hanyag" (eredeti nevén Derelicte) Mugatu saját új divatkollekciója, mely egyben a paródiája John Galliano 2000-es kollekciójának. A filmben olyan stílusként mutatják be, mint amit a csövesek, a prostituáltak, és a csavargók hordanak, akik olyan egyedivé teszik a várost. Ruhái a legkülönfélébb rongyokból és szemétből épülnek fel. Galliano kollekciója is meglehetősen szakadt hatást keltett.

### Cenzúra
Malajziában sosem mutatták be a filmet, miután betiltották azért, mert az országot és a gyerekmunkát egymással összefüggőként ábrázolták. A szomszédos Szingapúrban ugyanez volt a helyzet, csak itt főként a droghasználatra utalás miatt. Itt csak 2006-ban jelenhetett meg, megfelelő cenzúra után. Az összes többi ázsiai országban mint Mikronézia szerepelt Malajzia.
A film eredeti premierje a 2001. szeptember 11-i terrortámadások után két héttel volt, ezért aztán utómunkával távolították el a World Trade Centerre utaló nyomokat.

### Plágiumvádak
1998-ban megjelent egy "Glamorama" című novella, melyet Bret Easton Ellis írt. Ez egy szerencsétlen férfimodellről szólt, aki terroristák világméretű összeesküvésébe keveredik. Ellis fontolgatta a perindítást, de peren kívül sikerült megegyezni a stúdióval.